# Bloodsimple
Bloodsimple war eine US-amerikanische Metalcore-/Alternative-Metal-Band aus Long Island, New York. Die Band war von 2002 bis 2008 aktiv.

## Geschichte
Tim Williams und Mike Kennedy von Vision of Disorder wollten erst ein Projekt gründen, doch als klar war, dass die Zeit von VoD abgelaufen war, wussten sie, dass aus dem Projekt eine richtige Band werden wird. Als dann noch der schon erfahrene Nick Rowe eintrat, sollten die beiden mit ihren Befürchtungen recht behalten.
Nachdem Bloodsimple schließlich 2004 von Chad Gray, dem Sänger von Mudvayne, endgültig entdeckt wurden, standen sie unter anderem mit Bands wie Stone Sour, Alice in Chains und Slayer zusammen auf der Bühne. Dadurch wurde die Band sowohl in Amerika als auch in Europa immer bekannter.
Chad Gray nahm die Band anschließend bei dem Bullygoat Label unter Vertrag und Bloodsimple nahmen ihr Debütalbum A Cruel World auf, welches 2005 veröffentlicht wurde. Es folgten unter anderem Bühnenauftritte mit Static-X, Soulfly und Throwdown.
Bevor sie 2007 dann das zweite Studioalbum Red Harvest veröffentlichten, ging es erst mit God Forbid und Trivium nach England und dann waren sie mit Diecast und Sevendust unterwegs.

## Texte
Für Williams sind die Texte sehr wichtig, er meinte dazu: „Ich fülle sie mit Liebe, ich fülle sie mit Hass, ich spreche über die Musik mit Leuten. Ich vermeide die Stereotypen, wie darüber zu schreiben, dass man Mädels vögelt oder sich besäuft - das sind Klischees.“ 
Das Lied Straight Hate ist sehr aggressiv geschrieben, laut Williams’ Aussage ist das Lied über den Irak-Krieg.

## Rezeption
- Troy Sanders (Mastodon): „Blistering balls of bass, Vocals made of fire“
- Revolver: „Bloodsimple gives modern Hard Rock a much needed transfusion“
- Metal Edge: „Bloodsimple are the evolution of heavy“

## Trivia
Tim Williams war bei dem Roadrunner-United-Projekt beteiligt und steuerte bei dem Song Army of the Sun seinen Gesang bei.
Der Song Dead Man Walking ist im Videospiel WWE SmackDown vs. RAW 2009 zu finden.

## Diskografie
Alben
- 2005: A Cruel World
- 2007: Red Harvest

## Musikvideos
- Straight Hate
- What If I Lost It